# Erzbistum Messina-Lipari-Santa Lucia del Mela
Das Erzbistum Messina-Lipari-Santa Lucia del Mela (lat.: Archidioecesis Messanensis-Liparensis-Sanctae Luciae, ital.: Arcidiocesi di Messina-Lipari-Santa Lucia del Mela) ist eine auf Sizilien gelegene Erzdiözese der römisch-katholischen Kirche in Italien mit Sitz in Messina. 
Sie ist das Metropolitanbistum der Kirchenprovinz Messina in der Kirchenregion Sizilien; ihre Suffraganbistümer sind das Bistum Nicosia und das Bistum Patti.

## Geschichte
Der Überlieferung nach soll ein Bischof namens Bacchilus im 1. Jahrhundert der erste Bischof von Messina gewesen sein. Der erste schriftlich überlieferte Name eines Bischofs von Messina ist Eucarpus (502). Bei späteren Konzilien werden Bischöfe von Messina als Teilnehmer erwähnt, z. B. Gaudiosus 787 beim Zweiten Konzil von Nicäa und Gregor beim Vierten Konzil von Konstantinopel.
Nach der arabischen Vorherrschaft errichtete Roger I. 1081 in Troina ein neues Bistum, dessen Sitz 1096 nach Messina übertragen wurde. Erster Bischof des neu errichteten Bistums war Robert.
1131 wurde das Bistum Messina von dem Gegenpapst Anaklet II. zum Erzbistum und Metropolitansitz erhoben. Als Suffraganbistümer erhielt es das Bistum Catania und die in demselben Jahr errichteten Bistümer Cefalù und Lipari-Patti. Diese Erhebung wurde zunächst von Rom nicht anerkannt und erst 1166 von Papst Alexander III. erneut vollzogen.
Ebenfalls 1131 wurde das Archimandritat San Salvatore gegründet, das eine Gruppe byzantinischer Klöster umfasste. 1635 wurde es von Papst Urban VIII. als Diözese errichtet.
Im 19. Jahrhundert wurden aus Teilen des Territoriums des Erzbistums Messina die Bistümer Nicosia (1817) und Acireale (1844) errichtet, ein weiterer Teil wurde an das Bistum Patti übertragen (1827). 1883 wurde das Archimandritat San Salvatore mit dem Erzbistum Messina vereint.
Am 30. September 1986 wurde das Erzbistum Messina-Lipari-Santa Lucia del Mela gebildet, indem das Erzbistum Messina, das Bistum Lipari und die Prälatur Santa Lucia del Mela zusammengeschlossen wurden.

## Weblinks

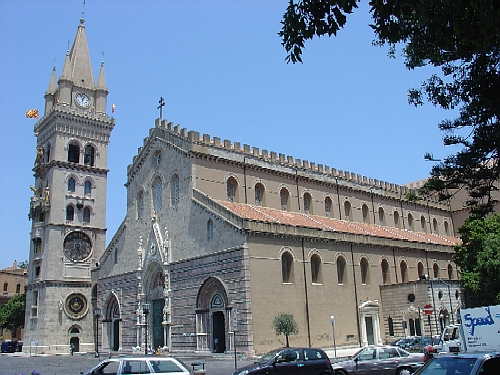
Kathedrale Messina
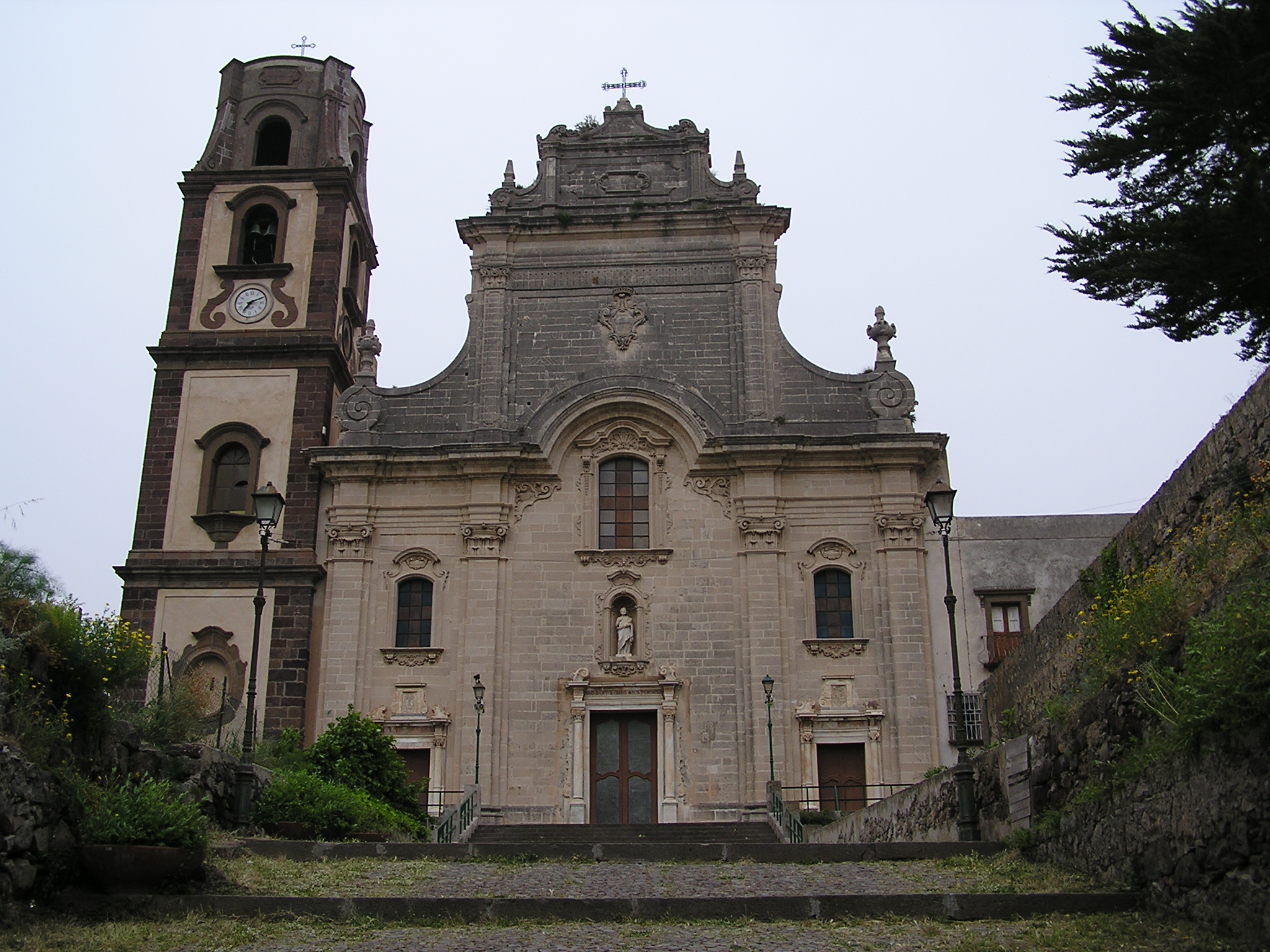
Konkathedrale in Lipari
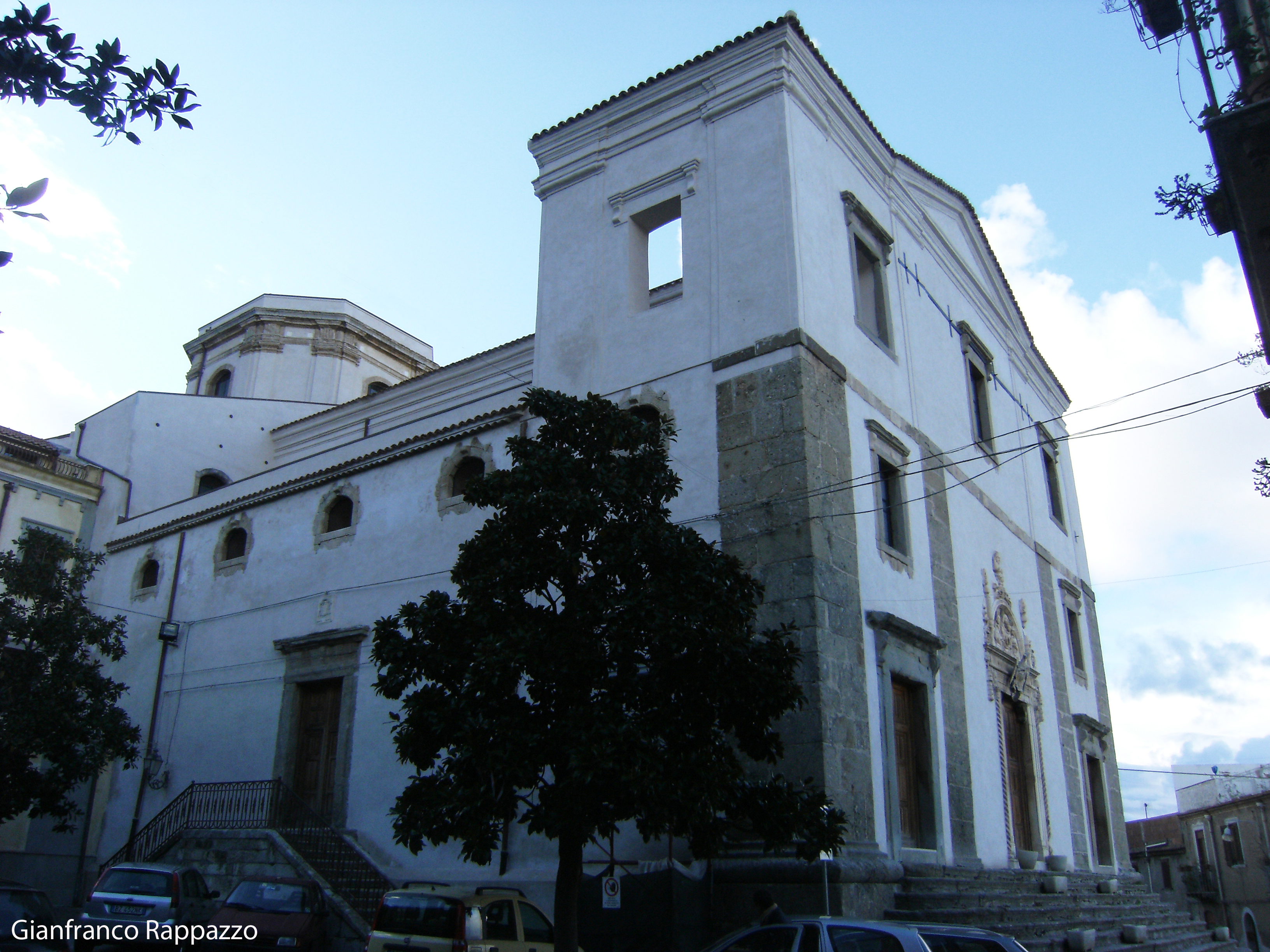
Konkathedrale Santa Lucia di Mela